# جائزة جون فون نيومان للنظريات
جائزة جون فون نيومان للنظريات (بالإنجليزية: John von Neumann Theory Prize)، هي جائزة يمنحها معهد أبحاث العمليات وعلوم الإدارة سنويًا لشخص -أو في بعض الأحيان مجموعة من الأشخاص ممن قدم مساهمات جوهرية ومستدامة في مجال النظرية الطبيعة وفي مجالات البحوث التشغيلية وعلوم الإدارة.
سميت الجائزة تيمنا بعالم الرياضيات جون فون نيومان. تعطى الجائزة كمكافأة لمجموعة من الأعمال بدلاً من مساهمة معينة. تهدف الجائزة إلى تسليط الضوء على المساهمات التي صمدت دونما تغيير في وجه الزمن. تشمل معايير الجائزة الأهمية العلمية والابتكار وعمق التأثير والتميز العلمي.
تبلغ قيمة الجائزة 5000 دولار كما تمنح للحائز عليها ميدالية واستشهاد.
مُنح الجائزة أول مرة في عام 1975. كان المستلم الأول هو جورج دانتزيغ، وقد تحصل على الجائزة لما أسهم به عمله في البرمجة الخطية.

## قائمة الحائزين على الجائزة

### منذ سنة 2000
| السنة | الحائز                                  | موضوع الاستحقاق |
| ----- | --------------------------------------- | --- |
| 2020  | أدريان س. لويس                          | لمساهماته الأساسية والمستدامة في التحسين المستمر وعمليات البحث وعلى نطاق أوسع علوم الكمبيوتر. |
| 2019  | ديميتريس بيرتسيماس وجونغ شي بانغ        | |
| 2018  | ديميتري بيرتسيكاس وجون تسيتسيكليس       | لمساهماتهما في الحوسبة المتوازية والموزعة والبرمجة العصبية الديناميكية. |
| 2017  | دونالد غولدفارب وخورخي نوسدال           | لمساهماتهما في التحسين غير الخطي |
| 2016  | مارتن ريمان وروث ويليامز                | لعملهم في عمليات البحوث العشوائة ونظرية الانتظار |
| 2015  | فاتسلاف شيفاتال وجان برنارد لاسيري      | لعملهما على التحسين محدب ولا سيما رتبة شفاتال، والتسلسل الهرمي لاسير |
| 2014  | نمرود مجيدو                             | لعمله حول التحسين الخطي (بما في ذلك تعقيد خوارزمية simplex والتطورات من أساليب نقطة الداخلية)، فضلا عن عمله في نظرية اللعبة خوارزمية.                                                                                              |
| 2013  | ميشيل بالينسكي                          | لعمله في التحسين (بما في ذلك تعداد الحلول المثلى لبرنامج خطي والعمل في التحسين الخطي في الأعداد الصحيحة وفي الارتباط مع الاقتصاد) والدمج متعدد الهدرالية (بما في ذلك العمل على الاقترانات وعلى نظرية بالينسكي) وعلى أنظمة التصويت. |
| 2012  | جورج نيمهاوزر ولورانس وولسي             | لمساهماتهما الاستثنائية والدائمة في التحسين العدد الكامل وتعاليمهم المثالية. |
| 2011  | جيرارد كورنويجولز                       | لمساهماته الأساسية والواسعة للتحسين منفصلة بما في ذلك أبحاثه واسعة النطاق على المصفوفات متوازنة ومثالية، والرسوم البيانية الكمال وقطع الطائرات لتحسين عدد صحيح مختلط.                                                              |
| 2010  | سورين أسموسن وبيتر غلين                 | لمساهماتهما المعلقة في تطبيق نظرية الاحتمال والمحاكاة العشوائية. |
| 2009  | يوري نيستيروف يينيو يي                  | |
| 2008  | فرانك كيلي                              | |
| 2007  | آرثر ف. فينوت جونيور                    | لمساهماته العميقة في ثلاثة مجالات رئيسية من عمليات البحوث وعلوم الإدارة: نظرية المخزون والبرمجة الديناميكية والبرمجة شعرية. |
| 2006  | مارتن غروتشل لازلو لوفاس ألكسندر شريجفر | لعملهم الأساسي والمبتكر في التحسين الاندماجي. |
| 2005  | روبرت أومان                             | تقديرا لمساهماته الأساسية في نظرية اللعبة والمجالات ذات الصلة. |
| 2004  | ج. مايكل هاريسون                        | لمساهماته العميقة في مجالين رئيسيين من مجالات البحوث العمليات وعلوم الإدارة: نظرية قائمة الانتظار والرياضيات المالية. |
| 2003  | أركادي نيميروفسكي مايكل تود             | لمساهمتهم العميقة والأساسية في التحسين المستمر. |
| 2002  | دونالد إيغلهارت سايروس ديرمان           | لمساهماتهم الأساسية في تحليل الأداء والتحسين من النظم العشوائية. |
| 2001  | وارد ويت                                | لمساهماته في نظرية قائمة الانتظار وتطبيق الاحتمال والنمذجة العشوائية. |
| 2000  | إليس ل. جونسون مانفريد بادبرغ           | |

### من 1975 إلى 1999
- 1999 ر. تيريل روكافيلار
- 1998 فريد دبليو جلوفر
- 1997 بيتر ويتل
- 1996 بيتر فيشبورن
- 1995 إيغون بالاس
- 1994 لاجوس تاكاكس
- 1993 روبرت هيرمان
- 1992 آلان جيهوفمان وفيليب وولف
- 1991 ريتشارد إي بارلو، فرانك بروشان
- 1990 ريتشارد كارب
- 1989 هاري ماركويتز
- 1988 هربرت سيمون
- 1987 صمويل كارلين
- 1986 كينيث أرو
- 1985 جاك ادموندز
- 1984 رالف إي جوموري
- 1983 هربرت وشاح
- 1982 أبراهام تشارنز وويليام دبليو كوبر وريتشارد دوفين
- 1981 لويد شابلي
- 1980 ديفيد جيل، هارولد دبليو كون، وآخرون ألبرت دبليو تاكر
- 1979 ديفيد بلاكويل
- 1978 جون فوربس ناش إي كارلتون ليمكي
- 1977 فيليكس بولاشيك
- 1976 ريتشارد بيلمان
- 1975 جورج دانتزيغ، من أجل الأعمال التحسينية.

## ملاحظة
توجد أيضًا ميدالية جون فان نيومان التي تُمنح سنويًا من قبل معهد مهندسي الكهرباء والإلكترونيات للإنجازات المتميزة في علوم وتكنولوجيا الكمبيوتر.